# رود لورين
رود لورين (بالإنجليزية: Rod Lauren)‏ هو مغني وممثل أمريكي، ولد في 20 مارس 1940 في الولايات المتحدة، وتوفي بنفس المكان في 11 يوليو 2007.

## وصلات خارجية
- رود لورين على موقع IMDb (الإنجليزية)
- رود لورين على موقع ميوزك برينز (الإنجليزية)
- رود لورين على موقع قاعدة بيانات الفيلم (الإنجليزية)